# Ryska snuvan
Pour plus de détails, voir Fiche technique et Distribution.
Ryska snuvan (traduction littérale « morve russe ») est un film suédois réalisé par Gustaf Edgren, sorti en 1937.

## Synopsis
Kalle Brodin, le leader des communistes suédois, ne sait pas ce qu'il doit faire des directives qui lui viennent de Moscou.

## Fiche technique
- Titre anglais : Russian Flu
- Réalisation : Gustaf Edgren
- Scénario :
- Photographie : Åke Dahlqvist
- Montage : Rolf Husberg
- Musique : Eric Bengtson
- Production : Svensk Filmindustri
- Durée : 86 minutes
- Date de sortie : 22 février 1937

## Distribution
- Åke Söderblom : Kalle Brodin
- Karin Swanström : Mrs. Brodin
- Sickan Carlsson : Bojan

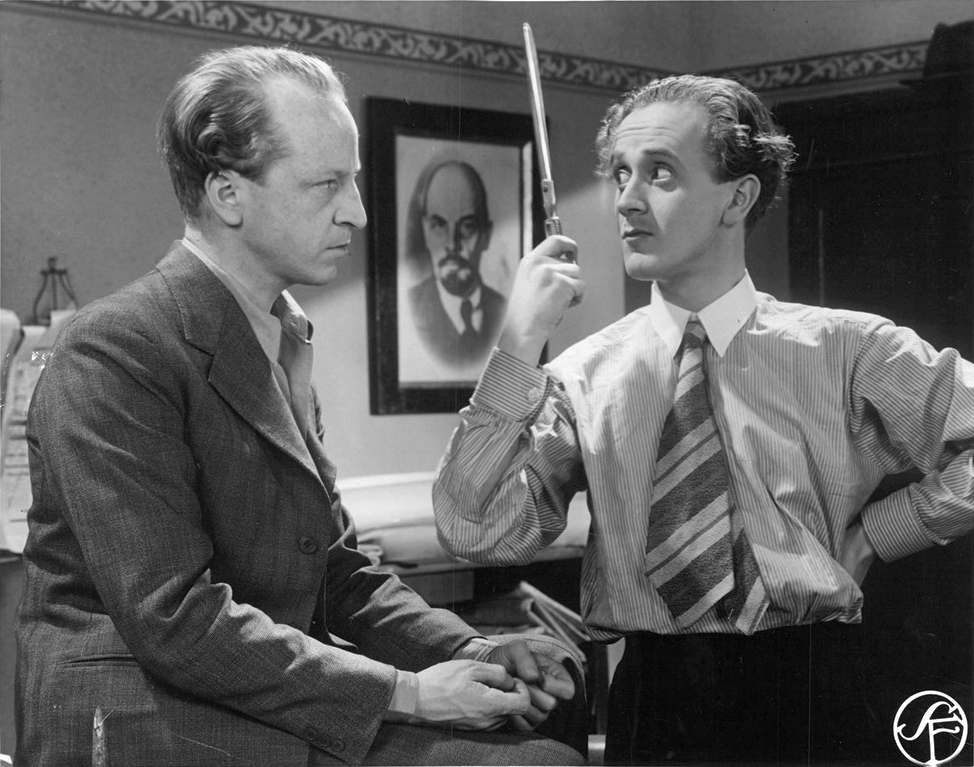
Gillis Blom et Åke Söderblom.

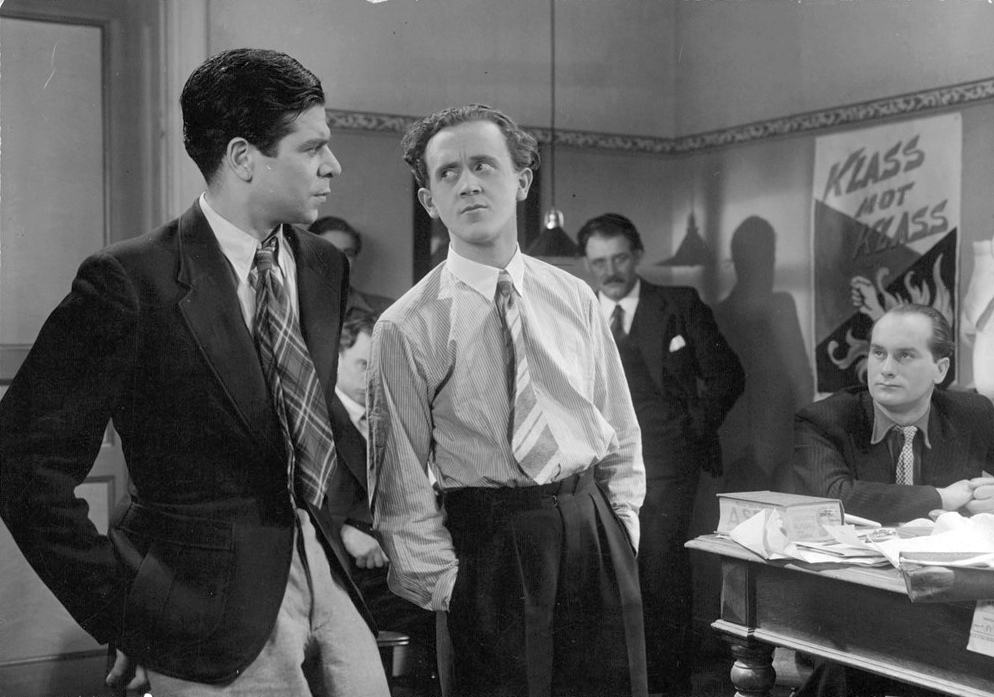
Une scène du film.

- Kirsten Heiberg : Nadja Ivanovna
- Edvin Adolphson : Nikolajevitj
- Anders Henrikson : Grischa
- Erik 'Bullen' Berglund : Paul
- Nils Jacobsson : Ernst Rolf
- Olof Winnerstrand : Köhler
- Ivar Kåge : Köhler's Friend
- Olof Sandborg : Colonel
- Katie Rolfsen : Ciceron
- Eric Gustafson : Gulaschbaron
- Elof Ahrle : Den svenske maskinreparatören i Moskva
- Georg Rydeberg : A man
- Tom Walter : Partikamrat
- Holger Löwenadler : Socialdemokratisk talare
- Viran Rydkvist : Petruschka
- Gunnar Sjöberg : Delegat från Sundsvall